# Yamagata
Yamagata (prefeitura) (山形県, Yamagata-ken) é uma prefeitura do Japão localizada na Tohoku (região) na ilha Honshu. Sua capital é Yamagata.

## Geografia

### Cidades
Em negrito, a capital da prefeitura.
| - Higashine - Kaminoyama - Murayama - Nagai | - Nan'yo - Obanazawa - Sagae - Sakata | - Shinjo - Tendo - Tsuruoka - Yamagata | - Yonezawa |

### Distritos
| - Distrito de Akumi - Distrito de Higashimurayama - Distrito de Higashiokitama - Distrito de Higashitagawa - Distrito de Kitamurayama | - Distrito de Mogami - Distrito de Nishimurayama - Distrito de Nishiokitama - Distrito de Nishitagawa |

## Turismo
1. ↑  Nussbaum, Louis-Frédéric. (2005). "Yamagata prefecture" no Japan Encyclopedia, pp. 1038-1039 no Google Livros; "Tōhoku" no p. 970 no Google Livros
2. ↑  Nussbaum, "Yamagata" no p. 1038 no Google Livros